# Four Oaks (Caroline du Nord)
Four Oaks est une ville du comté de Johnston en Caroline du Nord aux États-Unis.

## Démographie
| 1890 | 1900 | 1910 | 1920 | 1930 | 1940 |
| ---- | ---- | ---- | ---- | ---- | ---- |
| 62   | 171  | 329  | 583  | 684  | 828  |

| 1950 | 1960  | 1970  | 1980  | 1990  | 2000  |
| ---- | ----- | ----- | ----- | ----- | ----- |
| 942  | 1 010 | 1 057 | 1 049 | 1 308 | 1 424 |

| 2010  | - | - | - | - | - |
| ----- | - | - | - | - | - |
| 1 921 | - | - | - | - | - |

## Traduction
- (en) Cet article est partiellement ou en totalité issu de l’article de Wikipédia en anglais intitulé « Four Oaks, North Carolina » (voir la liste des auteurs).